# پنج جزیره دریای غرب

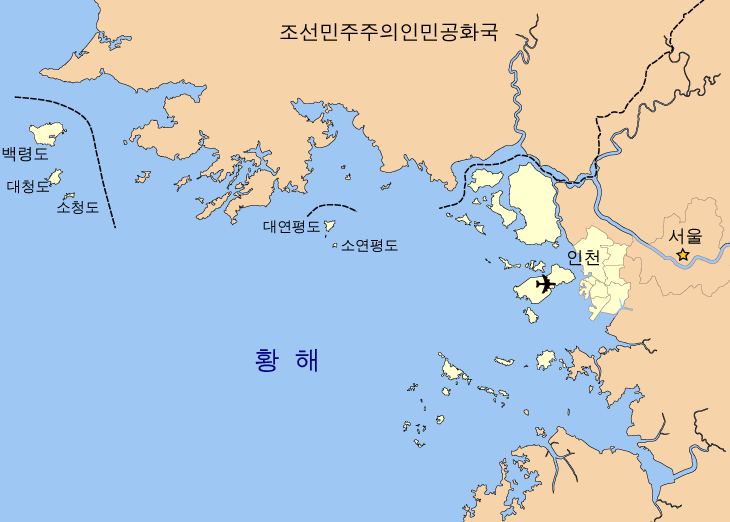
مکان‌های پنج جزیره‌ی دریای غرب (به زبان کره‌ای)

پنج جزیره‌ی دریای غرب (کره ای: 西海五島/서해오도) که اشاره به پنج جزیره در دریای غرب (دریای زرد) دارد، جزوی از اینچئون از کره جنوبی است. نام‌های این پنچ‌جزیره، جزیره‌ٔ Yeonpyeong، Baengnyeongdo، Daecheongdo، Socheongdo و جزیره‌ٔ U است. موقعیت‌های آن‌ها خیلی به کره‌ی شمالی نزدیک‌تر هستند و کره‌ی شمالی در مورد حق مالکیت آن‌ها ادعا دارد.  اما به دلیل این‌که سازمان ملل متحد خط حدی شمالی (NLL) را پس از جنگ دو کره ایجاد کرد، این جزایر را کره‌ٔ جنوبی اداره می‌کند.
نیروهای تاسیس شمالی خط حد (NLL) در شمال جزیره، در سال 1953 پس از جنگ کره.